# Philippe Sokazo
 (mai 2015).
Philippe Sokazo (4 mars 1962 à Toulouse en France - ) est un artiste peintre contemporain de nationalités française et canadienne. Il réside à Vancouver en Colombie-Britannique (Canada) depuis 2005.

## Biographie
Après des études d'ethnologie et de Beaux-Arts, il se consacre à la peinture et au design. Son style est caractérisé par des formes géométriques et organiques saturées, inspirées de la vie microscopique et du cosmos, et déclinées en aplats sur toile et autres objets manufacturés (cave à cigares, tapis, bouteille de vin et emballages, bijoux, etc.)
Il est représenté en galerie dès 1993 (Galerie 27, Toulouse), notamment au côté d'artistes des mouvements CoBrA et Gutai.
En 1999, il expose à la Chapelle des Carmes du Musée de Borda (Dax).
En 2000, il est fait membre d'honneur de la ville de Toulouse par le maire, Dominique Baudis, et une de ses toiles entre au musée Les Abattoirs.
En 2003, la ville d'Anglet lui consacre une rétrospective, présentée à la Villa Beatrix Enea.
En 2004, il crée un décor pour la smart fortwo, commercialisée en France, puis au Canada en modèle unique pour le Fringe Festival de Vancouver en 2005.
En 2009, il est commissionné par la ville de Richmond pour créer de l'art public, et conçoit ses premiers décors de scènes.